# NGC 7591
NGC 7591 este o infrared source⁠(d) situată în constelația Peștii. A fost descoperită în 14 august 1864 de către Albert Marth. Se află la o distanță de 59,43 de megaparseci de Pământ.